# Farson
Farson est une zone habitée classée census-designated place (CDP), située dans le conté de Sweetwater, dans l'êtat du Wyoming, aux États-Unis. 313 habitants ont été comptés au recensement des États-Unis de 2010.

## Géographie et climat
Farson se situe aux coordonnées géographiques 42° 10′ 19″ N, 109° 25′ 12″ O
(42.171927, -109.420096).
Selon le bureau du recensement des États-Unis, la zone a une superficie totale de 201,4 km2 (77,8 mi2), dont 195,4 km2 (75,4 mi2) de terrain et 6,1 km2 (2,3 mi2) (3,02 %) d'eau.
Farson se trouve à l'intersection entre la route 191 et 28 Wyoming. Elle se situe à environ 65 km de Rock Springs et 70 km du South Pass.

### Climat
Selon la classification de Köppen, Farson a un climat froid semi-aride (BSk). La plus haute température enregistrée à Farson était 102 °F (39 °C) le 9 juillet 2018, la température la plus froide, elle, était −52 °F (−47 °C) le 31 décembre 1978.

## Démographie
Au recensement de 2000, il y avait 242 personnes, 96 ménages et 96 familles vivant dans la zone. La densité de la population était 3,2 hab/mi2 (1,2 hab/km2). Il y avait 118 habitations avec une densité de 1,6 /mi2 (0,6 /km2). L'ensemble des races recensées dans Farson était constitué à 96,28 % de Blancs, 0,83 % d'Afro-Américains, 1,65 % d'autres races et 1,24 % de deux races ou plus. Les Hispaniques et Latinos de toute race confondue était 5,37 % de la population.
Il y avait 96 ménages, 30,2 % d'entre eux avaient des enfants agés de moins de 18 ans vivant avec eux, 64,6 % étaient des couples mariés vivant ensemble, 5,2 % avait une propriétaire féminine sans conjoint présent et 28,1 % ne sont pas des familles. 26 % de tous les ménages était des personnes seules et 9,4 % avait quelqu'un vivant seul et étant agé de 65 ans ou plus. La moyenne de personnes dans un ménage était 2,52 et la moyenne de membres dans une famille était de 3,01.
Dans Farson, la population a été répartie, avec 23,6 % de personnes ayant moins de 18 ans, 8,7 % ayant entre 18 et 24 ans, 25,2 % entre 25 et 44 ans, 31,8 % entre 45 et 64 ans et 10,7 % ayant 65 ans ou plus. L'age médian était de 40 ans. Pour 100 femmes, il y avait 103,4 hommes, et pour 100 femmes âgées de 18 ans ou plus, il y avait 110,2 mâles.
Le revenu annuel médian était de 44 545 $ et le revenu annuel médian d'une famille était 56 806 $. Les hommes avaient un revenu annuel médian de 41 364 $ contre 21 250 $ pour les femmes. Le revenu par tête de Farson était de 16 140 $. Aucune personne ou famille de la population n'a atteint le seuil de pauvreté.

## Éducation
L'éducation dans la communauté de Farson est fournie par le District #1 de l'École du conté de Sweetwater. La majorité des élèves se sont installés soit à Farson, soit à Eden; seulement, un bus permet de transporter les élèves, pas loin de Rock Springs.[réf. nécessaire]
Farson a une bibliothèque publique, une branche du Système de Bibliothèque du conté de Sweetwater